# Калугерене
Калу́герене (болг. Калугерене) — село в Силістринській області Болгарії. Входить до складу общини Главиниця.

## Населення
За даними перепису населення 2011 року у селі проживали 539 осіб.
Національний склад населення села:
| Національність   | Кількість осіб | Відсоток |
| ---------------- | -------------- | -------- |
| турки            | 528            | 98,1%    |
| цигани           | 5              | 0,9%     |
| болгари          | 4              | 0,7%     |
| Всього відповіли | 538            |          |

Розподіл населення за віком у 2011 році:
Динаміка населення: